# Sidronius Hosschius

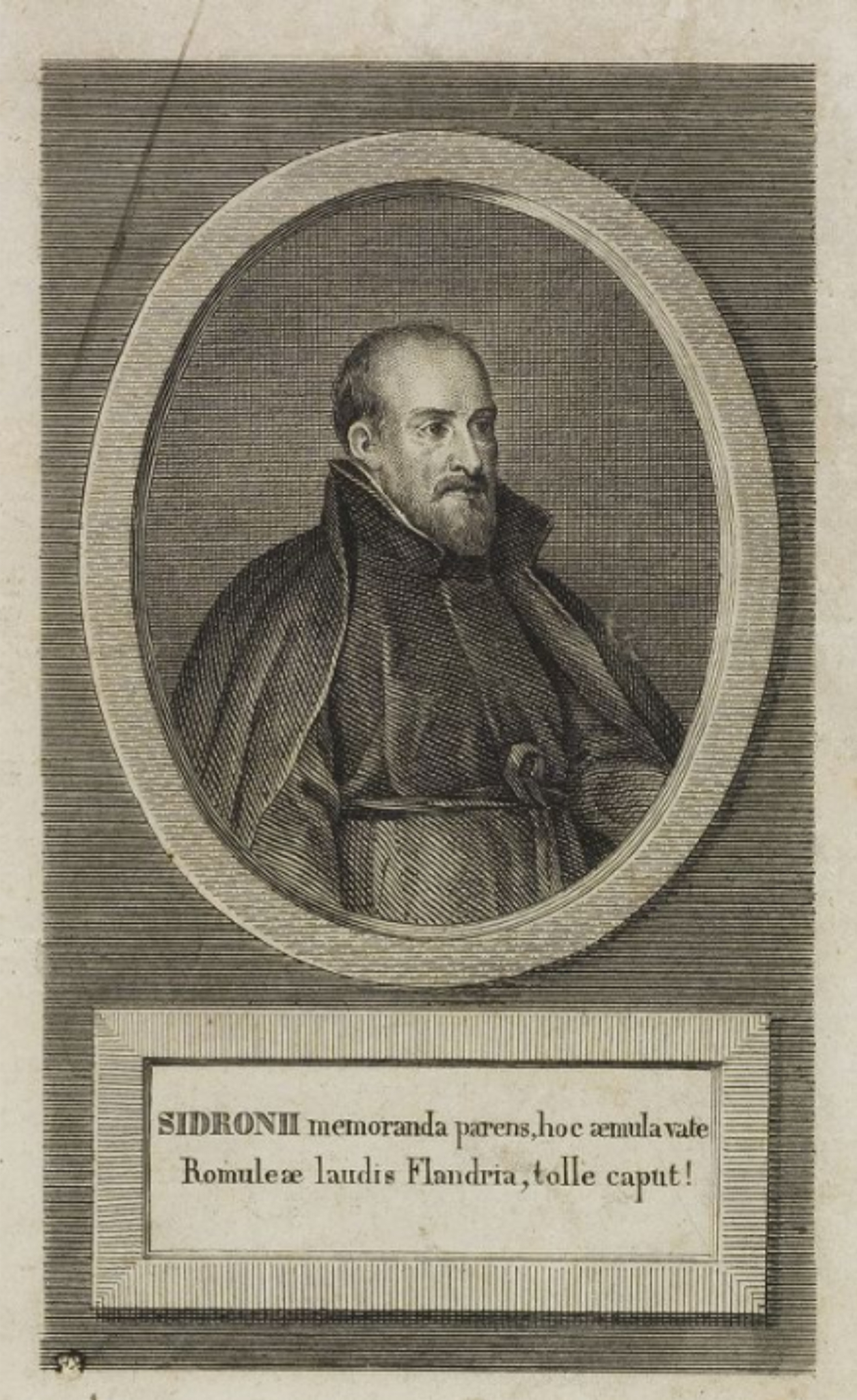
Sidronius Hosschius

Sidronius Hosschius (Merkem, 1596 - Tongeren, 4 september 1653) (oorspronkelijk: Syderoen De Hossche) was een letterkundige en dichter.

## Levensloop
Als zoon van een eenvoudig schaapherder studeerde aan het Jezuïetencollege te Ieper en vervolgens filosofie aan de Universiteit van Dowaai. In 1616 trad hij toe tot de orde der Jezuïeten te Mechelen. In 1620 verhuisde hij naar 's-Hertogenbosch, waar hij letteren aan novicen doceerde. In 1623 ging hij theologie studeren aan de Universiteit van Leuven. In 1628 kwam hij terug in 's-Hertogenbosch en kreeg de leiding over de novicen toevertrouwd. Doch de stad werd in 1629 veroverd door Frederik Hendrik en Hosschius moest uitwijken naar Gent. In 1634 begon hij met dichten, waarmee hij spoedig beroemdheid verwierf. Hij schreef voornamelijk elegiën, waarin vooral de natuur, God en het antieke Rome werd geprezen. Hosschius dichtte in het Latijn.
In 1647 werd hij door landvoogd Leopold Willem aangesteld als hofmeester. Ook werd hij overste van het Jezuïetencollege te Tongeren, in welke stad hij ook overleed.
- Biblioteca Nacional de España: XX1667843
- Bibliothèque nationale de France: cb10681344j (data)
- Digitale Bibliotheek voor de Nederlandse Letteren: hoss003
- Gemeinsame Normdatei: 12037644X
- International Standard Name Identifier: 0000 0001 1060 3022
- Library of Congress Control Number: n86026472
- Nationale Bibliotheek van Tsjechië: mzk2009510132
- Nationale en Universitaire bibliotheek Zagreb: 000238754
- Nederlandse Thesaurus van Auteursnamen: 072497173
- Réseau des bibliothèques de Suisse occidentale: 02-A000047852
- Istituto Centrale per il Catalogo Unico: SBLV202614
- Système universitaire de documentation: 111958830
- Virtual International Authority File: 45131215
- WorldCat: E39PBJxxjbD6rJJPgcYvCFhmBP